# Opening Night (Glee)
"Opening Night" er den 17. episode af den femte sæson af tv-serien Glee og 105. overordnet set. Den blev skrevet af Michael Hitchcock, og instrueret af Eric Stoltz, og blev vist på Fox i USA den 22. april 2014. 

## Synopsis
Udenbys gæster ankommer til Rachel Berrys (Lea Michele) officielle Broadway premiere i Funny Girl, herunder Will Schuester (Matthew Morrison), Sue Sylvester (Jane Lynch), Santana Lopez (Naya Rivera) og Tina Cohen-Chang (Jenna Ushkowitz).

## Produktion
Episoden blev skrevet af co-executive producerMichael Hitchcock, og instrueret af Eric Stoltz. Produktionen var i gang i midten af marts.
Tilbagevendende tegn i denne episode omfatter den håbefulde sanger Mercedes Jones (Amber Riley), tidligere McKinley studerende Becky Jackson (Lauren Potter), Jacob Ben Israel (Josh Sussman) og Dave Karofsky (Max Adler), Funny Girl producent Sidney Greene (Michael Lerner), og nyhedesværterne Rod Remington (Bill A. Jones) og Andrea (Earlene Davis).

## Eksterne links
- Opening Night på Internet Movie Database (engelsk)
- Opening Night hos TV.com (engelsk)